# Швабинг

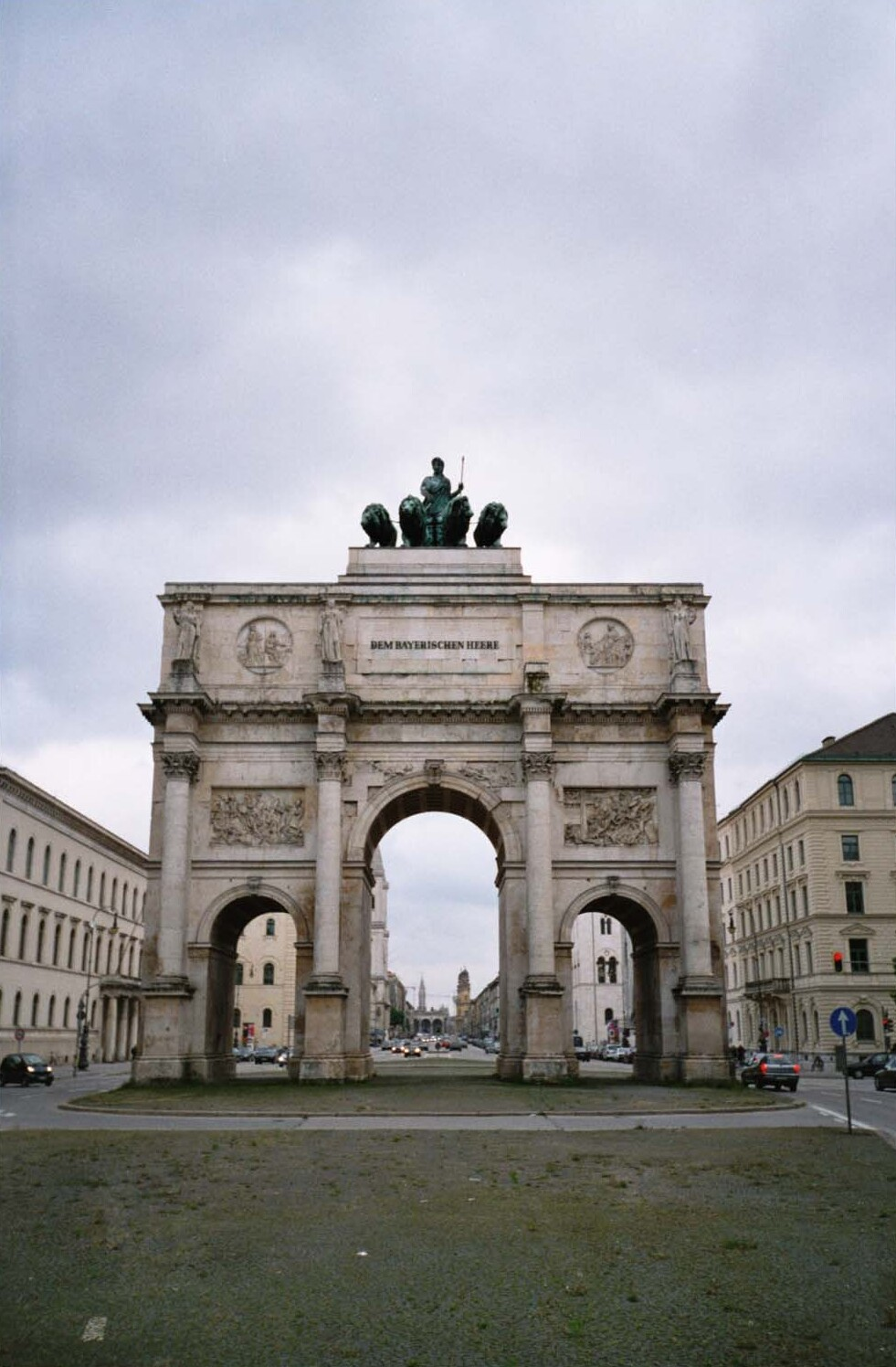
Триумфальная арка в Швабинге

Шва́бинг (нем. Schwabing) — исторический район на севере столицы Баварии Мюнхена на территории 4-го административного округа Швабинг-Вест и 12-го административного округа Швабинг-Фрайман. Прославился как богемный квартал благодаря литературным произведениям эпохи принца-регента Луитпольда и отличается культурным своеобразием и в настоящее время. Швабинг, население которого составляет около 100 тыс. человек, является самым густонаселённым районом Мюнхена.